# Arizona Baby (banda)
Arizona Baby es una banda española de rock con origen en  Valladolid. Formada en 2003, la banda está compuesta actualmente por Javier Vielba (voz y guitarra), Rubén Marrón (guitarra) y Guillermo Aragón (batería y percusiones). En 2011, tras realizar una gira y un disco conjunto, Arizona Baby se une con Los Coronas para formar un proyecto paralelo: Corizonas.

## Biografía
Arizona Baby se forma en el año 2003 en Valladolid, pero no es hasta 2005 cuando se deciden a autoeditar su primer disco, Songs to sing along. Tras un tiempo residiendo en Londres y participar en varios festivales internacionales, su repercusión va subiendo gracias al boca a boca y sobre todo a su potente directo.
Durante 2009 forman parte del cartel de un buen número de festivales nacionales (Sonorama, Ebrovisión, etc) y se convierten en uno de los grupos españoles con más proyección. En octubre de 2009 lanzan por fin su segundo disco, ya a través de Subterfuge. El resultado de cuatro años de trabajo se plasma en Second to none. Producido por Paco Loco y masterizado en Nueva York por Nathan James, el disco recibe buenas críticas de la prensa especializada.
En 2010 se unen a Los Coronas y forman la banda Corizonas con los que llegan a sacar un disco conjunto: The News Today. Realizan varios conciertos por el país.
En junio de 2009 participan en las celebraciones del Día de la Música. Para ello graban junto al grupo mallorquín L.A. una versión de la canción "Standing in the Way of Control" del grupo Gossip, que se distribuye a través de la página web del diario "El País" y posteriormente en un disco recopilatorio en la revista Rockdeluxe.
En el año 2011 Arizona Baby se consolida como uno de los grandes grupos musicales a nivel nacional gracias a sus 109 conciertos a lo largo del año 2010.

## Discografía
- Songs to Sing Along (Autoeditado, 2005)
- Second to None (Subterfuge, 2009)
- The Truth, The Whole Truth and Nothing but the Truth (Subterfuge, 2012)
- Secret fires (Subterfuge, 2014)
- Sonora (Subterfuge, 2018)
- Salvation (Subterfuge, 2023)

## Discografía en solitario de El Meister
- Bestiario (Subterfuge, 2014)
- Fuego en Castilla (Subterfuge, 2020)

## Premios
- Premio Mejor Artista MySpace de la Música Independiente 2010
- Premio Guille como Grupo Revelación 2010
- Premio Pop Eye 2010 y 2012
- Premio del Público del Certamen Nacional de Videoclips 2013 por "The Truth"